# Recueil des Historiens des Gaules et de la France

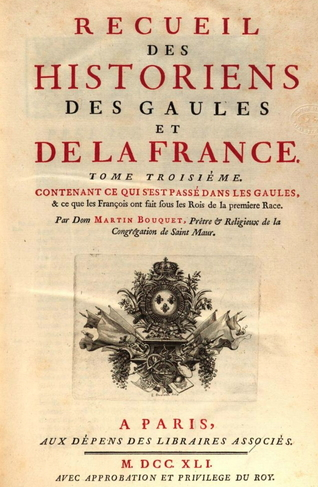
Titelblatt von Gaules et de la France, Band III, 1741

Der Recueil des Historiens des Gaules et de la France (RHGF) ist ein Sammelwerk, in dem die Quellen zur französischen Geschichte zusammengestellt wurden. In seinen Anfängen stammt es aus den 1720er Jahren, erst 180 Jahre später wurde die Arbeit mit dem 24. Band abgeschlossen.
Die Sammlung wurde anfangs von Dom Martin Bouquet (1685–1754) herausgegeben, unter dessen Autorschaft die ersten acht Bände 1738–1752 erschienen. Weitere elf Bände wurden von anderen Mönchen betreut und erschienen bis 1828. Diese 19 Bände wurden ab 1873 in Text und Seiteneinteilung unverändert neu aufgelegt. Abgeschlossen wurde die Reihe durch das Institut de France, das ab 1840 weitere Bände herausgab. Der letzte Band, Band 24, mit dem das 13. Jahrhundert abgeschlossen wurde, erschien 1904. 2005 wurde der Recueil des Historiens von der Bibliothèque nationale de France online gestellt.

## Vorgänger
Bereits im 16. Jahrhundert waren Versuche unternommen worden, die Quellen zur französischen Geschichte zu sammeln. Pierre Pithou († 1596) hatte Material zusammengestellt, André Duchesne († 1640) ein 24-bändiges Werk mit dem Titel Historiæ Francorum Scriptores begonnen, das durch seinen Tod aber nur bis zu Band 5 gelangte. 1717 wurde ein neuer Anlauf genommen, der wiederum, 1721, durch den Tod des Beauftragten ein Ende fand. Erst Dom Bouquets Arbeit wurde über seinen Tod hinaus fortgeführt.

## Bände
Von Dom Bouquet herausgegeben:
- Band 1 (1738, Neuausgabe 1873), online
- Band 2 (1739, Neuausgabe 1869), Google, Gallica (Neuausgabe)
- Band 3 (1741, Neuausgabe 1869), online
- Band 4 (1743, Neuausgabe 1869), online
- Band 5 (1744, Neuausgabe 1869), online
- Band 6 (1748, Neuausgabe 1870), online
- Band 7 (um 1750, Neuausgabe 1870), online
- Band 8 (1752, Neuausgabe 1870), online

- Band 9 (Dom Bouquet et alii, 1752, Neuausgabe 1870) online
- Band 10 (Jean-Baptiste Haudiquier, Charles Haudiquier, Étienne Housseau, Jacques Précieux, Germain Poirier, 1760, Neuausgabe 1874), online
- Band 11 (Jean-Baptiste Haudiquier, Charles Haudiquier, Étienne Housseau, Jacques Précieux, Germain Poirier, 1767, Neuausgabe 1876) online
- Band 12 (François Clément, Michel-Jean-Joseph Brial, 1781, Neuausgabe 1877), online
- Band 13 (François Clément, Michel-Jean-Joseph Brial, 1786, Neuausgabe 1879), online
- Band 14 (Michel-Jean-Joseph Brial, 1806, Neuausgabe 1877), online
- Band 15 (Michel-Jean-Joseph Brial, 1808, Neuausgabe 1878), online
- Band 16 (Michel-Jean-Joseph Brial, 1814, Neuausgabe 1878), online
- Band 17 (Michel-Jean-Joseph Brial, 1818, Neuausgabe 1878), online
- Band 18 (Michel-Jean-Joseph Brial, 1822, Neuausgabe 1878), online
- Band 19 (Michel-Jean-Joseph Brial, 1828, Neuausgabe 1880), online
- Band 20 (Pierre-Claude-François Daunou, Joseph Naudet, 1840) online Alternativpräsentation
- Band 21 (Natalis de Wailly, Joseph-Daniel Guigniaut, 1855) online
- Band 22 (Léopold Delisle, Natalis de Wailly, 1860), online
- Band 23 (Léopold Delisle, Charles-Marie-Gabriel Bréchillet Jourdain, Natalis de Wailly, 1894), online
- Band 24 (Léopold Delisle, 1904), online

## Weblink
- Übersicht mit Inhaltsverzeichnis